# Bobby Scott
Pour les articles homonymes, voir Scott et Bobby Scott.
Bobby Scott de son vrai nom Robert William Scott, né le 29 janvier 1937 à Mount Pleasant dans l'État de New York et mort le  5 novembre 1990 à New York d'un cancer du poumon, est un pianiste, compositeur de jazz et producteur américain.

## Biographie

### Débuts dans le jazz
Bobby Scott étudie la musique à la fin des années 1940 avec Edvard Moritz, un ancien élève de Claude Debussy. Il apprend le piano, mais joue également de l'accordéon, de la clarinette, du violoncelle et la contrebasse. Entré à l'Ecole de Musique new yorkaise de La Follette à l'âge de huit ans, il devient professionnel à l'âge de onze ans. En 1952, il joue dans le groupe de Louis Prima, puis Gene Krupa, avant de travailler pour Tony Scott.

### Enseignement
En 1956, il rentre dans le Top 100 de l'U.S. Billboard avec sa chanson Chain Gang, qui atteint la 13e place. La chanson est différente du Chain Gang de Sam Cooke. Un million d'exemplaires a été vendu, lui valant l'obtention d'un disque d'or.
À la fin des années 1950, il s'éloigne du jazz pour enseigner la théorie de la musique et l'harmonie. Il revient à la musique peu avant sa mort pour enregistrer un hommage à Nat King Cole, For Sentimental Reasons.

## Discographie partielle

### Comme leader
- 1955 : The Compositions of Bobby Scott, Bethlehem Records BCP-8

## Sources
- Bill Coss, Liner notes de The Compositions of Bobby Scott, Bethlehem Records 1954.
- Ron Wynn, Courte biographie sur le site Allmusic.com